# Andy Strachan
Andrew Douglas (Andy) Strachan (Adelaide, 20 augustus 1974) is een Australisch drummer. Vanaf 2002 speelt hij bij de Melbournese rockabillyband The Living End nadat Travis Demsey de band datzelfde jaar verliet.
Strachan drumt vanaf zijn 12e. Hij speelde in een band genaamd The Runaways en speelde daar jaren 50 en 60 rock-'n-roll. Heel toevallig speelden Chris Cheney en Scott Owen ook in een band met dezelfde muzieksmaak, maar zij heetten The Runaway Boys.
In 2006 won hij een Jack Award (Australische muziekprijs) in de categorie 'Beste drummer'.